# Butler (Pennsylvania)
Butler is een plaats (city) in de Amerikaanse staat Pennsylvania, en valt bestuurlijk gezien onder Butler County.
De stad kwam internationaal in het nieuws door de moordaanslag op Donald Trump op de avond van 13 juli 2024. Niet ver van deze locatie vond in 1753 een moordaanslag plaats op de toekomstige Amerikaanse president George Washington.

## Demografie
Bij de volkstelling in 2000 werd het aantal inwoners vastgesteld op 15.121.
In 2006 is het aantal inwoners door het United States Census Bureau geschat op 14.361, een daling van 760 (-5,0%).

## Geografie
Volgens het United States Census Bureau beslaat de plaats een oppervlakte van
7,0 km², geheel bestaande uit land. Butler ligt op ongeveer 298 m boven zeeniveau.

## Plaatsen in de nabije omgeving
De onderstaande figuur toont nabijgelegen plaatsen in een straal van 8 km rond Butler.

## Geboren
- Big John Studd (1948–1995), professioneel worstelaar en acteur
- Bret Michaels (15 maart 1963), zanger
- Eric Namesnik (1970–2006), zwemmer
- Marc Blucas (11 januari 1972), acteur